# Чандарі
Чандарі (груз. ჭანდარი) — село в Грузії.
За даними перепису населення 2014 року в селі проживає 1678 осіб.